# Sparkasse Voitsberg-Köflach
Die Sparkasse Voitsberg-Köflach Bankaktiengesellschaft ist ein steirisches Bankunternehmen mit Sitz in Voitsberg und Teil der Sparkassengruppe in Österreich. Sie entstand 1868 als Gemeindesparkasse. Die Sparkasse ist Mitglied des Kooperations- und Haftungsverbundes der österreichischen Sparkassen und des Österreichischen Sparkassenverbands.

## Gründungsgeschichte
Der Ort erfuhr 1860 einen wirtschaftlichen Aufschwung durch den Bau der Bahnlinie. Daraus folgte Mitte März 1862 der Grundsatzbeschluss der Gemeindevertretung Voitsberg zur Gründung einer Sparkasse, die Pläne wurden jedoch wegen des dänischen und vor allem des preußisch-österreichischen Krieges zurückgestellt. So wurde der Gründungsbeschluss der Gemeindevertretung erst am 29. Jänner 1867 gefasst, woraufhin ein Vorbereitungskomitee eingesetzt wurde.
Am 16. März 1867 beschloss die Gemeindevertretung die Statuten, am 5. Februar 1868 folgte die Ausstellung der Haftungsurkunde bzw. des Kautionserlag 5.000 fl durch die Gemeinde. Die k.k. Statthalterei in Graz bestätigte die Statuten am 25. September 1868 mit Erlass Nr. 11.850. Wenige Tage später genehmigte sie am 5. Oktober 1868 Graz mit Erlass Nr. 12.601 auch die Geschäftsordnung.
Nachdem die Gemeindevertretung Voitsberg am 18. Oktober 1868 den ersten Sparkasse-Ausschuss gewählt hatte, fand am 19. Oktober 1868 die erste und konstituierende Sitzung des Sparkasse-Ausschusses mit der Wahl des Obmannes und der Direktionsmitglieder statt. Einen Tag später konstituierte sich die Sparkassendirektion. Mit der Eröffnung des Schalters im Gemeindehaus, Kirchengasse 1–3 in Voitsberg, nahm die Sparkasse am 14. November 1868 den Betrieb auf.

## Bauliche Entwicklung der Hauptanstalt
Seit ihrer Gründung war die Sparkasse „kümmerlich“ im Haus des Kaufmanns Siegmund Uray untergebracht. 1884 konnte sie dieses Haus erwerben, umbauen und gemeinsam mit der Gemeindekanzlei und der Bezirkshauptmannschaft beziehen. 1903/04 erfolgte ein Zubau und 1934 bis 1937 ein Umbau des Gesamtkomplexes, bei dem auch der Eingang in die Bismarckstraße (heute Michaeliplatz) verlegt und eine Aufstockung vorgenommen wurde. 1959/60 wurde die Hauptanstalt abermals umgebaut, wobei die Schalterhalle vergrößert und 610 m² neue Räume gewonnen wurden. Die letzten größeren Bauarbeiten fanden 1981 statt, als die Fassade erneuert und die Innenräume, vor allem die Kassenhalle, modernisiert wurden. 2004 erhielt das Gebäude mit Bahnhofstraße 2 eine neue Postadresse.
Nachdem das im 19. Jahrhundert errichtete Gebäude im Laufe der Jahre mehrfach um- und ausgebaut worden war, gab die Sparkasse Voitsberg-Köflach im Jahr 2024 bekannt, bis 2027 eine neue Zentrale in unmittelbarer Nähe zum bisherigen Standort errichten zu wollen. Die neue Zentrale soll an der benachbarten Adresse Bahnhofstraße 3 errichtet und der dort bestehende Altbestand abgerissen werden. Währenddessen erwarb die Stadt Voitsberg die Liegenschaft der alten Zentrale und plant dort einen Multifunktionsplatz, bei dem eine Musikschule untergebracht und eine Kinderkrippe errichtet werden soll.

## Wichtige Ereignisse
Im Jahre 1901 wurden erstmals tägliche Kassaöffnungszeiten eingeführt, vorher gab es Kassastunden nur mittwochs und samstags von 8.00 bis 12.00 Uhr. 1908 wurde die erste Sparbüchse, die nur in der Sparkasse geöffnet werden konnte, ausgegeben. Im Jahr 1938 eröffnete die Sparkasse ihre erste Zweigstelle in Köflach. Zehn Jahre später trat die Stadtgemeinde Köflach als Haftungsgemeinde ein. Das Innenverhältnis Voitsberg:Köflach lag zunächst bei 60:40 und wurde 1967 auf ein paritätisches 50:50 geändert. Als Vorsitzende des Verwaltungsausschusses, später Sparkassenrates kam es fortan zum jährlichen Wechsel zwischen den Bürgermeistern von Voitsberg und Köflach. Mit der Eröffnung der Köflacher Filiale erfolgte die Umbenennung von „Sparkasse der Stadt Voitsberg“ in „Sparkasse Voitsberg-Köflach“.
1960 kam es zur Gründung der ersten Sparvereine und das Kindergarten- und Schulsparen wurde eingeführt. Acht Jahre später, 1968, folgte die 100-Jahr-Feier der Sparkasse.
Kurz vor dem nächsten Jubiläum, der 125-Jahr-Feier, erfolgte 1992 noch eine formwechselnde Umwandlung der operativen Sparkasse in eine Aktiengesellschaft. 2003 wurde die Anteilsverwaltungssparkasse in eine Privatstiftung umgewandelt.
Im November 2015 erfolgte die Eröffnung des Neubaus der Filiale in Söding-Sankt Johann. Im September 2019 wurde die alte Filiale in Bärnbach, die die Sparkasse seit 1971 genutzt hatte, abgerissen. Bis März 2021 – aufgrund der COVID-19-Pandemie verschob sich der Fertigstellungstermin um mehrere Monate – entstand an ihrer Stelle ein mehrstöckiger Neubau mit Wohnungen in den oberen Stockwerken und einer neuen Bankfiliale im Erdgeschoß.

## Gemeinnützige Projekte/Sponsoring
In den Jahren 1891 und 1893 übernahm die Sparkasse in zwei Etappen die Baukosten des Mädchenschulgebäudes in Voitsberg und fünf Jahre später die des Gerichtsgebäudes in Voitsberg. In den Jahren vor dem Ersten Weltkrieg wurden unter anderem die Baukosten für das Stadtversorgungshaus Voitsberg und der Ankauf eines Teiles des ehemaligen Karmeliterklosters zwecks Unterbringung der Volks- und Landesbürgerschule inklusive der Einrichtung des chemischen Laboratoriums übernommen. Ebenso wurde der städtische Armenfonds Voitsberg unterstützt und die Sparkasse übernahm die Planungskosten für die Eisenbahnlinie Voitsberg-Knittelfeld.
Seit 1918 sind die Förderungsschwerpunkte Sport und Kultur sowie Straßentrassierungen im Bezirk Voitsberg, Schulausbauten, Förderung von Freiwilligen Feuerwehren und Rettungsabteilungen.